# کومله (لنگرود)
شهر کومله از توابع و مرکز بخش کومله (جمعیت بر اساس سرشماری سال ۱۳۹۷: ۶۴۵۷) یکی از ۵ شهر شهرستان لنگرود (جمعیت بر اساس سرشماری سال ۱۳۹۵: ۱۴۰/۶۸۶) در استان گیلان است. 
شهرستان لنگرود در شرق گیلان قرار داشته و از شمال به دریای خزر، از شرق به شهرستان املش و رودسر، از غرب به شهرستان لاهیجان و از جنوب به شهرستان سیاهکل محدود می‌شود. جمعیت شهرستان لنگرود بر اساس آخرین سرشماری عمومی نفوس و مسکن کشور در سال ۱۳۹۵، بالغ بر ۱۴۰/۶
۸۶ نفر بود است و با مساحت ۴۵۸ کیلومتر مربع شامل ۵ شهر (لنگرود، چاف‌وچمخاله، کومله، شلمان، اطاقور) و ۳ بخش (مرکزی، کومله، اطاقور) و ۷ دهستان (چاف، دیوشل، گل‌سفید، دریاسر، مریدان، اطاقور، لات‌لیل) می‌باشد شهر کومله در ۶ کیلومتری جنوب شرقی شهرستان لنگرود است که به وفور می‌توان زمین‌های کشت برنج و چای را در اطراف آن مشاهده کرد و از مراکز مهم تهیه چای در ایران است.
شهر کومله با جمعیت ۶۴۵۷ نفر در سرشماری عمومی نفوس و مسکن سال ۱۳۹۵ و جمعیت ۶۰۷۸ نفر در سرشماری عمومی نفوس و مسکن سال ۱۳۹۰ هجری شمسیدر قسمت مرکزی بخش کومله شهرستان لنگرود قرار دارد.
بیشترین درآمد این شهر برنج - مرکبات و چای می‌باشد که مرکبات روستای پرشکوه این بخش دارای محبوبیت و مرغوبیت بالایی در گیلان و ایران است. این شهر زیبا از شمال به پهلوان رود و از غرب به خرشتم لات، از جنوب به کنده زری و زرده گیلی و پرشکوه و ملات کوه و از شرق به ملات محدود است. همچنین در شمالغرب این بخش، شهرستان لنگرود و در جنوب آن بخش اتاقور و در شمالشرق آن شهر شلمان قرار دارند.
وسعت این شهر به‌طور تقریب در حدود ۵۰ کیلومتر مربع است.
کوه‌ها در جنوب این شهر زیبا و سرسبز قرار گرفته‌اند و از شرق به غرب عبارتند از:
1. کنده زری (این مکان به‌طور کامل نابود شد)
2. زرده گیللی
3. پرشکوه
4. پرشکوه
5. ملات کوه
6. لیلاکوه که در ادامهٔ آن به شیطان کوه شهرستان لاهیجان می‌رسد.

تچکنده زری: مکانی بود که در آن غاری بسیار زیبا وجود داشت که به دلایل نامشخص به‌طور کامل نابود شد و اکنون هیچ اثری از آن موجود نمی‌باشد.
دربارهٔ این رشته از کوه‌ها افسانه‌های بسیار زیاد وجود دارد مثلاً در مورد زرده گیللی اهالی معتقدند که بر سر قله آن چاه‌هایی بوده‌است که از آن برای رسیدن به لاهیجان در هنگام خطر استفاده می‌کردند و عقیده دارند که پادشاهان قدیم خزائن خود را در این چاه‌ها پنهان کرده‌اند و برای به دست آوردن این گنج‌های افسانه‌ای کاوش هائی هم انجام گرفته‌است اما به نتیجه نرسیده‌است. اما بلندترین قله‌ای که در شهر کومله به چشم می‌خورد قله سمام در جنوب شرقی شهر کومله می‌باشد و ارتفاع آن به اندازه‌ای است که هنگامی که در شمال باران می‌بارد در قله این کوه هوا آفتابی است.
در کومله فقط یک رودخانه، به نام خرشتم لات جریان دارد که ادامهٔ آن همان شلمان رود است و سرچشمهٔ آن از سلسله جبال البرز می‌باشد. این رود پس از مشرب ساختن زمین‌های اطراف در چمخاله به پای خزر می‌ریزد. همچنین در این شهر دو استخر بزرگ وجود دارد که با آب باران‌های فصلی پر می‌شود و از آن‌ها برای آبیاری مزارع برنج استفاده می‌کنند.
در شهر کومله چشمه وجود ندارد و اهالی از آب لوله‌کشی و چاه برای آشامیدن استفاده می‌کردند.
زبان مادری مردم آن گیلکی است و با لهجه بیه پیش صحبت می‌کنند.

## مشاهیر شهر کومله
از افراد شناخته شده در این شهر به عنوان مرکز بخش کومله، حسین املاکی (زادهٔ روستای کولاک‌محله)؛ فرماندهٔ دوران جنگ ایران و عراق می‌باشد. از دیگر افراد شناخته شده در این شهر، عباس بایرامی؛ عضو هیئت مدیره کشوری انجمن ژئوپلیتیک ایران و رئیس سازمان ادبیات و تاریخ دفاع مقدس ، علیرضا چهره‌سا؛ روان‌شناس بالینی و اعتیاد (بزرگسال) و رئیس انجمن صنفی روان‌شناسان و مشاوران اعتیاد استان تهران (عضو و نمایندهٔ هیئت مؤسس و اولین رئیس این انجمن) و عضو فدراسیون جهانی مبارزه با مواد مخدر (WFAD)و رضا قوامی‌پور؛ مخترع هواپیمای بدون سرنشین خورشیدی (کسب مدال نقره و دیپلم افتخار در جشنوارهٔ اختراعات ژنو سوییس - کسب مدال طلای جشنوارهٔ بین‌المللی اختراعات کره جنوبیBIXPO2019) و مدیر کارگروه IT در اتاق مشترک ایران و اتریش  است.

## تاریخچه
قدمت شهر کومله به دوره تیموریان می‌رسد. وجود مناطقی در کومله بنام‌های (علی کیابیجار-علی کیاسل و مهدی کیاسل) بیانگر قدمت و اهمیت کومله در عصر حکمرانی سادات آل کیاست در واقع ملاط که یکی از روستاهای این بخش است مهد سلسله سادات کیا بوده که در تاریخ ایران و تشیع نقش مهمی را ایفا نموده‌اند. در سالهای ۱۳۳۲ تا ۱۳۴۰ امورات شهر کومله بوسیله برزن اداره می‌شد که در سال ۱۳۴۱ شهرداری تأسیس و مشغول به کار شده و از عمده محصولات این شهر عبارتند از: برنج-چای-مرکبات-پرورش کرم ابریشم. کومله در اصل کوملا بوده ک هاین واژه مرکب است از «کو» و «ملا» به معنی اسکان و پناه گرفتن درجای امن می‌باشد، لازم به توضیح است که ملاحان و کشتی بانان یونانی و ایتالیایی که در دریای خزر برای داد و ستد و مبادلات تجاری و بازرگانی تردد می‌کردند، هنگامی که دریا طوفانی می‌شد و اصولاً با خطر مواجهه می‌شدند. در کومله که در دامنه کوه‌های مرتفع واقع شده‌است و به این جهت ساکت و آرامی داشت و در واقع جای امن و آرامی برای استراحت و مصون بودن از خطر بود «کوملا» می‌زدند. (ماندن در جای امن و پناه گرفتن در مواقع خطر را در اصطلاح خود کوملا می‌گفتند) بعدها با گذشت زمان کوملا به کومله تغییر نام یافت، خلاصه اینکه قدمت شهر کومله به دوره تیموریان می‌رسد. در قسمت جنوبی شهر کومله کندزر وجود داردکه در قرون پیشین شهر بوده‌است. بعضی از معمرین گفته‌اند که سکه‌هایی در همین کندزر پیدا شده‌است که قدمت ان بیشتر از دوره تیموریان بوده‌است

## جاذبه‌های گردشگری
نگین سبز کومله : کوهی است که در ضلع جنوبی شهر کومله واقع شده و چشم‌انداز بسیار زیبایی دارد. این منطقه میزبان مسافران فراوانی است و از مزایای آن این است که بخش وسیعی از شرق گیلان از بالای این کوه قابل روئیت است.
منطقه دیدنی و توریستی پرشکوه :قطب گردشگری و توریست شهر و حتی استان که در جمعه‌ها بازار فروش مرکبات، چای، عسل، نان محلی و … برقرار می‌باشد که دارای خیل مسافران، گردشگران و سایر بازدیدکنندگان است.
استخر ملاط: که شامل دو آبگیر بسیار زیبا است که در فصل‌های بهار و تابستان به عنوان منابع آب مزارع برنج نیز نقش ایفا می‌کنند. در یکی از آن‌ها جزیره‌ای ساخته شده که تفرجگاه مسافران می‌باشد.